# Carlos de Sigüenza y Góngora

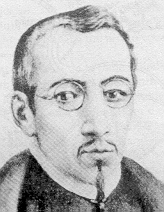
Carlos de Sigüenza y Góngora

Carlos de Sigüenza y Góngora (* 15. August 1645 in Mexiko-Stadt; † 22. August 1700 ebenda) war Universalgelehrter in der Übergangszeit vom Barock zur Frühaufklärung und einer der brillantesten Intellektuellen des Vizekönigreichs Neuspanien, des heutigen Mexiko. Vor allem trat er als Mathematiker, Historiker, Geograph und Schriftsteller hervor. Daneben übte er viele öffentliche Ämter aus.

## Leben
Carlos de Sigüenza y Góngora war das zweite von neun Kindern seiner Eltern. Seine in Sevilla geborene Mutter war verwandt mit dem spanischen Barockdichter Luis de Góngora. Sein in Madrid geborener Vater war Berater der königlichen Familie und wanderte 1640 nach Mexiko aus, wo er als Verwaltungsbeamter arbeitete und sich um eine sorgfältige Bildung seiner Kinder bemühte.
Carlos Sigüenza begann mit 15 Jahren seine Studien bei den Jesuiten in Tepotzotlán, um sich auf den Priesterberuf vorzubereiten. 1662 setzte er sein Studium im Colegio Espíritu Santo in Puebla fort und veröffentlichte seine ersten Gedichte. Er erhielt jedoch wegen mangelnder Disziplin und unerlaubter nächtlicher Entfernung aus dem Kolleg die Ordensweihen nicht. 1667 kehrte er an die königliche und päpstliche Universität Mexiko zurück und studierte Mathematik. Er lernte in dieser Zeit auch Nahuatl.
1673 erhielt er die Priesterweihe. Er lebte im Amor de Dios–Hospital, das er auch verwaltete, und lernte die in einem Kloster in der Nähe lebende Juana Inés de la Cruz kennen. Mit ihr verband ihn ein enger Austausch, was wegen der gelockerten Ordensregeln durchaus möglich war; Gerüchte über eine enge Freundschaft oder Feindschaft entbehren wohl der Grundlage.

## Werke
1671 veröffentlichte er seine astronomischen Beobachtungen in Form eines Mondkalenders. Schon 1672 erhielt er einen Lehrstuhl für Astrologie und Mathematik, noch ohne die dafür erforderlichen Befähigungen nachweisen zu können, und wurde zu einem wichtigen Förderer der Mathematik in Neuspanien. Regelmäßig gab er astronomische Kalender heraus.
1675 wurden unter Sigüenzas Leitung die ersten archäologischen Ausgrabungen der Kolonialzeit in Teotihuacan durchgeführt. Seine Ideen über die alte mexikanische Zivilisation waren beeinflusst durch Athanasius Kircher: Er nahm an, dass die Azteken durch den Apostel Thomas zivilisiert worden seien und dass diese ihn als Gott Quetzalcoatl verehrt hätten.
In Vorbereitung der Ankunft des neuen Vizekönigs im Jahre 1680 erhielten Sigüenza und Juana Inés de la Cruz den Auftrag, je einen Triumphbogen zu gestalten. Der mit Allegorien geschmückte Triumphbogen Sigüenzas war fast 30 Meter hoch und kann als früher Vorläufer des Criollismo, des kreolischen Selbstbewusstseins gelten: Auch Darstellungen aztekischer Gottheiten fanden darauf ihren Platz.
1681 schrieb Sigüenza ein Werk, in dem er den mit dem Auftauchen des Großen Kometen von 1680 verbundenen Aberglauben und die Weltuntergangsbefürchtungen bekämpfte, und setzte sich in der Folge für eine Trennung von Astrologie und Astronomie ein. Nach Angriffen des Jesuiten Eusebio Kino vertrat er 1690 seine Position noch deutlicher in einem weiteren Werk, wobei er Kopernikus, Galileo Galilei, Descartes, Johannes Kepler und Tycho Brahe zitierte. Sein Roman Infortunios de Alonso Ramírez (1690) über die Eroberung der Fregatte des Kapitäns Alonso Ramírez durch englische Piraten auf den Philippinen und seine Rückkehr nach Neuspanien galt den meisten Experten bis 2009 als Fiktion, doch erwies sich inzwischen der Realitätsgehalt der Geschichte. Unter den Piraten befand sich nach heutigen Erkenntnissen auch William Dampier.
Nach massiven Regenfällen 1691 kam es zu einer Weizen- und Maisfäule, zu Hungersnöten und zu Gewaltausbrüchen gegen Geschäfts- und Regierungsgebäude. Sigüenza gelang es unter Lebensgefahr, das Archiv der Stadt Mexiko und die Gemälde im Rathaus vor der Verbrennung zu retten.
Als geographisch gebildeter Mensch zeichnete er in den 1680er Jahren die erste genaue Karte von Neuspanien. Er legte hydrologische Karten des Tals von Mexiko an und begleitete Admiral Andrés de Pez, den Gründer von Pensacola, im Jahr 1692 als offizieller königlich-mexikanischer Geograph auf einer Expedition in den nördlichen Golf von Mexiko. Dort kartierte er die Bucht von Pensacola und die Mündung des Mississippi. 1698/99 nahm er erneut an einer erfolglosen Expedition nach Pensacola teil und wurde beschuldigt, die Möglichkeiten einer Ansiedlung in dieser Region falsch eingeschätzt zu haben.
In seinen letzten Lebensjahren sammelte Sigüenza Material für eine Geschichte Mexikos, die jedoch unvollendet blieb. Dabei wertete er Manuskripte und Aufzeichnungen aus, die von Hernando de Alvarado Tezozómoc, einem Mestizen und Enkel Moctezuma II. und Nachfahren des Herrscherhauses von Tezozómoc verfasst und von Nachfahren des mestizischen Historikers Fernando de Alva Ixtlilxóchitl übergeben worden waren. Dazu gehörte auch die Crónica Mexicana. Sigüenzas eigene Manuskripte gingen nach seinem Tod jedoch verloren. Die mexikanische Geschichtsschreibung wurde erst 80 Jahre später durch Francisco Javier Clavijero weitergeführt.
Sigüentes schenkte seine wertvolle Bibliothek und seine wissenschaftlichen Instrumente dem Jesuitenkolleg San Pedro y San Pablo in Mexiko-Stadt. Seinen Körper vermachte der medizinischen Wissenschaft zur Untersuchung seiner Todesursache.

## Werke (Auswahl)
- Oriental planeta evangélica, epopeya sacropanegyrica al apóstol grande de las Indias S. Francisco Xavier (Gedichte, 1662)
- Primavera indiana, poema sacrohistórico, idea de María Santíssima de Guadalupe (Gedichte, 1662)
- Teatro de virtudes políticas que constituyen a un Príncipe (Lehrwerk, 1680)
- Libra astronómica (1681)
- Manifiesto philosóphico contra los cometas despojados del imperio que tenían sobre los tímidos (Astronomisch-philosophisches Manifest, 1681)
- Piedad heroica de Don Hernando Cortés, Marqués del Valle (Historisches Werk, 1689)
- Descripción del seno de Santa María de Galve, alias Panzacola, de la Mobila y del Río Misisipi (Reisebeschreibung, 1693)
- Elogio fúnebre de Sor Juana Inés de la Cruz (Grabrede auf Inés de la Cruz, 1695, verschollen)

Neuausgaben
- Obras históricas. Edición y prólogo de José Rojas Garcidueñas. Mexiko-Stadt: Porrúa, 1983.
- Historias del Seno Mexicano. Hrsg. José Francisco Buscaglia Salgado. Havanna: Casa de las Américas, 2009.
- The Misfortunes of Alonso Ramírez: The True Adventures of a Spanish American with 17th Century Pirates. Übersetzung: Fabio López Lázaro, University of Texas Press, 2011.